# María Teresa Luengo
María Teresa Luengo (25 de noviembre de 1940, Quilmes) es una compositora y musicóloga argentina. Sus obras han sido ejecutadas en el Teatro Colón, el Teatro San Martin, entre otros, así como en varios países del extranjero.

## Biografía
Luengo nació en Quilmes, Buenos Aires, Argentina, y se graduó de la Pontificia Universidad Católica Argentina (UCA) en Buenos Aires en 1968  de Licenciada en Música en la especialidad Musicología y Crítica Musical. Al año siguiente, en 1969, obtuvo la especialidad en Composición, de la Licenciatura en Música, también en la UCA, donde estudió con Alberto Ginastera, Luis Gianneo, Juan Francisco Giacobbe, Roberto Caamaño y Gerardo Gandini. En 1973 recibió una beca que le permitió continuar sus estudios de música electroacústica con Francisco Krópfl, Gerardo Gandini, Femando Von Reichenbach, Gabriel Brnčić y Peter Maxwell Davies en el Centro de Arte y Comunicación (CAYC). Durante este tiempo fue invitada a participar en un seminario de un año sobre música contemporánea durante el cual compuso El libro de los espejos.
De 1974 a 1975 enseñó en la Universidad de El Salvador, y en 1984 comenzó a enseñar composición en la Universidad Nacional de La Plata. De 1972 a 1993 también enseñó en la Escuela Municipal de Bellas Artes Carlos Morel de Quilmes. En 1990 diseñó el plan de estudios para estudiar Música Electroacústica de la Universidad Nacional de Quilmes y trabajó como directora y profesora de composición dentro del programa. 

## Premios y reconocimientos
- Primer premio en Composición de Promociones musicales, 1971
- Primer premio en Composición de la Ciudad de Buenos Aires, 1973.
- Beca en Composición del Fondo Nacional de las Artes.
- Premio de Composición de la Universidad Nacional de La Plata, 1983.
- Reconocimiento del Fondo Nacional de las Artes para compositores menores de treinta y cinco años, 1988.
- Su obra Presencias fue seleccionada e interpretada en la tercera conferencia de Compositores de Música Contemporánea Latinoamericana, 1989.«Maria Teresa Luengo». Archivado desde el original el 6 de julio de 2011. Consultado el 6 de enero de 2011.
- Su música para la película Taumanía del cineasta Pablo Delfini sobre los dibujos de Ricardo Tau ganó el Primer Premio de la Fundación Nacional de las Artes, 1987.[1]

## Obras
Algunas de sus obras selectas incluyen: 
- Sonata para piano, 1965.
- Heptatónico para flauta, clarinete, cuarteto de cuerda y piano, 1970.
- Seis preludios para cuarteto de cuerda, 1968.
- Alcances para cuarteto de cuerda y piano, 1971.
- Dueto, para violín y piano, 1972.
- Cuatro soles para flauta, oboe, chelo, piano y percusión, 1973.
- Trabajo electrónico absoluto, alrededor de 1973.
- El Museo Imaginario, para violín, viola, violonchelo, piano e instrumentos de percusión, 1975.
- Mailenanas tres piezas para piano, 1976.
- El libro de los espejos, flauta detenida, clarinete, violín, viola, violonchelo, piano y percusión, 1976.
- Seis imágenes mágicas, para flauta, clarinete, violonchelo y percusión, 1978.
- Presencias, trío para flauta, violín y piano, 1980.
- Navegador para piano y seis percusionistas, 1983.
- Nao para quinteto de viento, 1983.
- Ecos del trío Tupac en sol para flauta, clarinete bajo, violonchelo, 1984.
- Las aguas de la luz para dos flautas en do, clarinete bajo, violín y violonchelo, 1989.
- Saltos transparentes para piano, 1990.
- Música para la película Taumanía, 1987.[1]